# Chi Songzi
Chi Songzi är i kinesisk mytologi den gestalt som räddade världen från en fruktansvärd torka.
Chi Songzi stänkte vatten över världen med en kvist som han doppade i en kruka. Han belönades med att ges en plats bland de himmelska väsendena i paradiset på berget Kunlun.